# January Club
Der January Club war eine 1934 von Oswald Mosley gegründete Diskussionsrunde, mit dem Ziel, die Unterstützung des Establishments für die Bewegung der British Union of Fascists (BUF) zu erringen. 
Der Club war unter der effektiven Kontrolle von Robert Forgan, im Auftrag der BUF. Die vom MI5 identifizierten Gründer waren Forgan, Donald Makrill, Francis Yeats-Brown und H. W. Luttman-Johnson.
Mitglieder des January Club waren unter anderem Sir Louis Greig; Lord Erskine, ein Parlamentarier der Conservative and Unionist Party und assistierender Regierungsgeschäftsführer, Lord William Montagu-Douglas-Scott, Bruder des 8. Duke of Buccleuch und ebenfalls Parlamentarier der Conservative and Unionist Party sowie Lord und Lady Russell of Liverpool. 
Der Historiker Sir Charles Petrie, zunächst am Club beteiligt, beschreibt diesen (und kritisiert dabei Mosleys Methoden) in seiner Kurzbiografie A Historian Looks at his World von 1972.